# برناردو فيرنانديز دا سيلفا
برناردو فيرنانديز دا سيلفا (بالبرتغالية: Bernardo Fernandes da Silva‏) (مواليد 20 أبريل 1965) هو لاعب كرة قدم. يلعب مع منتخب البرازيل لكرة القدم منذ عام 1989.

## وصلات خارجية
- برناردو فيرنانديز دا سيلفا على موقع رابطة كرة القدم اليابانية للمحترفين (اليابانية)
- برناردو فيرنانديز دا سيلفا على موقع قاعدة بيانات كرة القدم.إي يو (الإنجليزية)
- برناردو فيرنانديز دا سيلفا على موقع بيانات كرة القدم. دي إي (الألمانية)
- برناردو فيرنانديز دا سيلفا على موقع ناشيونال فوتبول تيمز (الإنجليزية)
- برناردو فيرنانديز دا سيلفا على موقع عالم كرة القدم.نت (الإنجليزية)

- National Football Teams